# Вершинин, Вячеслав Исаакович
Вячесла́в Исаа́кович Верши́нин (род. 19 января 1946, Куйбышев) — советский и российский химик, профессор кафедры аналитической химии Омского государственного университета, доктор химических наук (1990), заслуженный профессор ОмГУ (2013). 

## Биография
Родился 19 января 1946 г. в городе Куйбышев в семье врачей. В 1969 году окончил химический факультет Днепропетровского госуниверситета, а затем очную аспирантуру в том же вузе по специальности «Аналитическая химия".
В 1972 г. защитил кандидатскую диссертацию «Определение субмикрограммовых количеств кобальта кинетическим методом с использованием каталитической реакции перекисного окисления ализарина» (научная школа академика К. Б. Яцимирского).
В 1975 г. переехал в Сибирь и организовал преподавание аналитической химии в Омском государственном университете (ОмГУ). Руководил несколькими крупными научно-исследовательскими проектами, связанными с анализом подземных вод, технического углерода, нефтепродуктов и биообъектов.
В 1990 г. защитил докторскую диссертацию, в 1993 г. получил звание профессора. В 1991—1997 гг. проректор по учебной работе, затем первый проректор ОмГУ. В 1993—2003 гг. заведующий объединенной кафедрой аналитической химии и химии нефти, а после того, как её разделили, - заведующий кафедрой аналитической химии с 2003 по 2018 г.
Иностранный член Научного совета Национальной академии наук Украины; автор более 180 научных публикаций, включая статью в «Большой российской энциклопедии», и семи монографий.
Заслуженный работник высшей школы РФ (1999). В 2017 г. награждён медалью ордена «За заслуги перед Отечеством». В 2018 г. стал лауреатом премии «Профессор года».

## Публикации
- Vershinin V. I. A priori method of evaluating uncertainties in qualitative chromatographic analysis. // ACQUAL. 2004, V.9, № 7, P.415-418.
- Vershinin V. I. Chemometrics in the works of Russian analysts // Journal of Analytical Chemistry. 2011. V. 66, № 11. P.1010-1019
- Вершинин В. И. Аналитическая химия: учебник / В. И. Вершинин, И. В. Власова, И. А. Никифорова. - Изд. 3-е, стер. - Санкт-Петербург [и др.]: Лань, 2019. - 427 с.
- Лекции по математической обработке результатов химического эксперимента / В. И. Вершинин. - Омск: ОмГУ, 1988. - 61 с.: ил.; 20 см.
- Обучающая программа "Теория комплексонометрического титрования": [Учеб. пособие / В. И. Вершинин]. - Томск: Изд-во Том. ун-та, 1980. - 58 с.: ил.; 20 см.
- Теория фотометрических реакций: Учеб. пособие / В. И. Вершинин; Омский гос. ун-т. - Омск: ОмГУ, 1985. - 73 с.: ил.; 20 см.
- Лекции по планированию и математической обработке результатов химического эксперимента: Учеб. пособие / В.И. Вершинин; М-во общ. и проф. образования РФ. Ом. гос. ун-т. - Омск: ОмГУ, 1999. - 141 с.: ил., табл.; 20 см.; ISBN 5-7779-0175-1
- Планирование и математическая обработка результатов химического эксперимента: учеб. пособие: для студентов, обучающихся по специальности 011060 "Химия" и соответствующим направлениям высш. проф. образования / В. И. Вершинин, Н. В. Перцев; Федер. агентство по образованию РФ, Ом. гос. ун-т им. Ф. М. Достоевского. - Омск: Изд-во ОмГУ, 2005. - 215 с.: ил., табл.; 21 см.; ISBN 5-7779-0593-5
- Основы аналитической химии: учебное пособие / В. И. Вершинин, И. В. Власова, И. А. Никифорова; Федеральное агентство по образованию, Омский гос. ун-т им. Ф. М. Достоевского. - Омск: Изд-во Омского гос. ун-та, 2007. - 591 с.: ил., портр., табл.; 21 см. - (Учебные издания Омского университета).; ISBN 978-5-7779-0785-1
- Определение суммарного содержания однотипных веществ (теория интегральных показателей) [Текст] / В. И. Вершинин; Министерство образования и науки Российской Федерации, Федеральное государственное бюджетное образовательное учреждение высшего образования Омский государственный университет им. Ф. М. Достоевского. - Омск: ОмГУ им. Ф. М. Достоевского, 2016. - 287 с.: ил., табл.; 21 см.; ISBN 978-5-7779-2025-6: